# Йозеф Обербауер
Йозеф Зебастиан Обербауер (на немски: Joseph Sebastian Oberbauer) е австрийски инженер и художник, прекарал голяма част от живота си в България.

## Биография
Йозеф Обербауер е роден през октомври 1853 г. в алпийското градче Санкт Леонхард – Тирол, Австрия, в чиновническо семейство. Начално образование получава в родния град, а гимназия завършва в Инсбрук.
Проявява склонност към рисуване още в детските си години. При завършване на гимназията с отличие получава и награда като художник. Мечтае да учи в художествена академия, но по настояване на баща си записва инженерство. Три години по-късно, поради смъртта на бащата, прекъсва следването си. Намирайки се в тежко материално положение, той предлага на общината в град Грац, където е студент, някои от своите акварели, отразяващи старата част на града. Посрещнати добре, те са откупени веднага.
Окуражен от успеха, Обербауер се записва в Художествената академия във Виена, където в продължение на две години учи рисуване при изтъкнати художници в крайна оскъдица и мизерия. Прекъсва следването си. Учителства известно време. Опитва се отново да продължи образованието си, но не успява.
През 1889 г. идва в България и се установява в София. Постъпва на работа като техник в Кадастралното управление на Софийската община и участва в изработването на първия кадастрален план на София. След завършване на плана, постъпва в Дирекцията за строеж на държавни железници и пристанища. Поради съкращение на щата, напуска и се връща в общината, където работи до края на живота си.
Превърнал България в своя втора родина, Й. С. Обербауер оставя значителна сбирка от творби, отразяващи живота и облика на стара София, архитектурата на църкви, манастири, ханове, улици, чаршии, археологически обекти и др., някои от които вече не съществуват.
През 1894 г. заедно с Иван Мърквичка и Антон Митов илюстрира романа „Под игото“ на Иван Вазов.
Оставя ценни акварели с изгледи на Рилския манастир, Несебър, Кюстендил, Мазарачево, Пловдив, Копривщица и околностите им.
Със съпругата си Събина имат син Йосиф Йосифов Обербауер и дъщери Ката, Фрида и Анна. Умира през 1926 г. в София.

## Памет
На Йозеф Обербауер е наречена улица в квартал „Лозенец“ в София (Карта).

## Галерия
- Кюстендил, 1908 г.
- Кюстендил, Пирговата кула, 1908 г.
- с.Невестино, Кюстендилско – Кадин мост, 1908 г.
- Пловдив – Шахбедин имаретова джамия
- София